# Vaccinium bissei
Vaccinium bissei är en ljungväxtart som beskrevs av R. Berazaín Iturralde. Vaccinium bissei ingår i Blåbärssläktet, och familjen ljungväxter. Inga underarter finns listade i Catalogue of Life.